# Cañada de Benatanduz
Cañada de Benatanduz é um município da Espanha na província de Teruel, comunidade autónoma de Aragão. Tem 34,95 km² de área e em 2021 tinha 34 habitantes (densidade: 1 hab./km²).

## Demografia
| Variação demográfica do município entre 1991 e 2004 | Variação demográfica do município entre 1991 e 2004 | Variação demográfica do município entre 1991 e 2004 | Variação demográfica do município entre 1991 e 2004 |
| --------------------------------------------------- | --------------------------------------------------- | --------------------------------------------------- | --------------------------------------------------- |
| 1991                                                | 1996                                                | 2001                                                | 2004                                                |
| 82                                                  | 69                                                  | 58                                                  | 64                                                  |